# Střelba v Buffalu 2022
Masová střelba se odehrála v Buffalu ve státě New York 14. května 2022. V supermarketu Tops Friendly Markets bylo zastřeleno deset lidí a tři další byli zraněni. Střelec zločin vysílal živě na platformě Twitch, avšak poskytovatel služby přenos po dvou minutách ukončil. Útočník, který byl zadržen, měl rozeslat manifest, ve kterém se popisuje coby bílý supremacista. Jedenáct obětí bylo černých, dvě byly bílé. Útok je ve Spojených státech klasifikován jako akt domácího terorismu (domestic terrorism či homegrown terrorism). Osmnáctiletý podezřelý Payton S. Gendron byl vzat do vazby a obviněn z vraždy prvního stupně.

## Střelba
V okolí supermarketu Tops na Jefferson Avenue bydlí převážně Afroameričané. Střelec přijel k obchodnímu centru nejspíše z Conklinu okolo 14:30 místního času. Měl na sobě maskáče, na hlavě vojenskou helmu, ozbrojen byl poloautomatickou puškou Bushmaster XM-15, na hlavě měl kameru, kterou přenášel na platformu Twitch. Další dvě zbraně – loveckou pušku Savage Arms Axis XP a brokovnici Mossberg 500 – měl připraveny v autě. Na scénu vstoupil se slovy: „musím na to jít“.
Oznámení o střelbě v obchodě dostala policie v Buffalu ve 14:31. První policisté a hasiči byli na místě o minutu později a ohlásili těla ležící před budovou. Ve 14:34 dispečer předal informaci o situaci v supermarketu dalším policistům, kteří byli v dosahu.